# Пышминское болото
Пышминское болото — болото на границе городского округа Богданович, Камышловского района Свердловской области и Катайского района Курганской области, Россия.

## Географическое положение
Пышминское болото расположено на границе муниципальных образований «городской округ Богданович», «Камышловский район» Свердловской области и Курганской области, между рекой Пышма и рекой Исеть, в истоке реки Крестовка (приток реки Суварыш. Болото площадью 80 км². В части труднопроходимо, глубиной более 2 метров. В окрестностях болота расположены Болдятское озеро, Самойлово, Катайское болото, Еланское болото.

## Описание
В юго-западной части болота велись торфоразработки. Болото — место гнездования журавлей.

## Данные Государственного водного реестра
По данным Государственного водного реестра России, озеро относится к Иртышскому бассейновому округу, речной бассейн — Иртыш, речной подбассейн — Тобол (российская часть бассейна), Водохозяйственный участок — Пышма от Белоярского гидроузла до устья без реки Рефт. Код водного объекта: для части болота в Свердловской области — 14010502213099000000340, для части болота в Курганской области — 14010502213099000000210.